# Thomas von Wagner
Thomas Wagner, ab 1790 von Wagner und ab 1812 Freiherr von Wagner (* 26. Juli 1759 in Leipzig; † 16. Dezember 1817 in Dresden), war ein kurfürstlich-sächsischer Beamter, vor allem auf dem Gebiet des Bergbaus, zuletzt im Rang und mit dem Titel eines Geheimen Finanzrates. 

## Leben und Wirken
Thomas Wagner war der jüngste der drei Söhne des Juristen Andreas von Wagner und seiner Ehefrau Christiane Auguste geb. Vater.
Thomas besuchte zunächst die Fürstenschule St. Afra in Meißen und studierte anschließend Jura an den Universitäten Wittenberg und Göttingen. Danach wurde er bereits 1780, im Alter von nur 21 Jahren zum kursächsischen Bergrat am sächsischen Kammer- und Bergkollegium berufen. Gleichzeitig wurde er zum Beisitzer bei der Landes-Ökonomie-Manufaktur- und Kommerziendeputatio sowie 1882 zum kursächsischen Wirklichen Finanzrat und Beisitzer der sächsischen Kammer-Kredit-Kassenkommission ernannt.

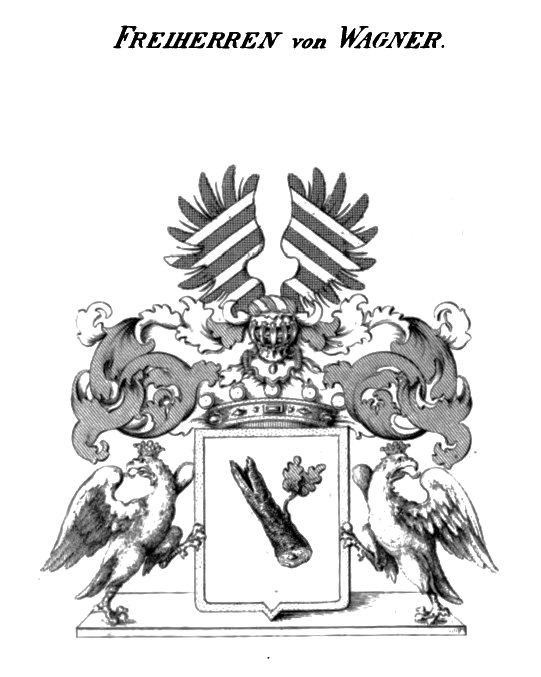
Wappen der Freiherren von Wagner

Nach der Erhebung seines Vaters in den erblichen Reichsadelsstand 1790 nannte er sich nun Thomas von Wagner. Im gleichen Jahr wurde er zum Geheimen Finanzrat ernannt und rückte damit in das Geheime Finanz-Kollegium des Kurfürstentums Sachsens auf. Als der sächsische König Friedrich August I. 1812 ihn, seine Familie und seine Nachkommen in den erblichen Freiherrenstand erhob, nannte er sich Thomas Freiherr von Wagner und führte ein entsprechendes Wappen. 1816 erhielt er das Ritterkreuz des königlich-sächsischen Zivilverdienstordens
Ab den 1780er Jahren veröffentlichte er eine Reihe von Büchern, vornehmlich zum Bergrecht. Von 1796 bis 1801 unterstützte er die in Leipzig herausgegebene Zeitschrift des Allgemeinen Literarischen Anzeigers. Er war ordentliches Mitglied der Leipziger Ökonomischen Societät.
Er starb bereits 58-jährig und wurde auf dem Dresdner Eliasfriedhof beerdigt.

## Familie
Thomas von Wagner heiratete 1794 Johanne Caroline Amalie geb. Freiin von Manteuffel (1772–1848), eine Tochter des kursächsischen Majors und Kommandeurs der Halbinvaliden-Kompanie, Christoph Friedrich von Mihlendorff Freiherr von Manteuffel. Das Ehepaar hatte sechs Söhne und zwei Töchter: Johanna (1797–1875), Thomas (1798–1856), Andreas (1800–1882), Amalie (1803–1891), Otto (1805–1865), Karl (1808–1855), Georg (1810–1888) und Johannes (1816–1885). Die Söhne waren alle im sächsischen Staatsdienst.